# Lophomerum septatum
Lophomerum septatum är en svampart som beskrevs av Tehon ex Ouell. 1966. Lophomerum septatum ingår i släktet Lophomerum och familjen Rhytismataceae.   Inga underarter finns listade i Catalogue of Life.